# Тонмунсон
«Тонмунсон» («Восточный изборник») — корейская антология на ханмуне.

## Издание
Составлена в 1478—1481 годах придворным чиновником эпохи Чосон при императоре Ли Сонге Со Годжоном (1420—1488) и другими, издана в 1482 году в 130 книгах (квонах). Образцом послужила китайская антология «Вэньсюань».

## Содержание
В «Тонмунсон» вошли сочинения корейских литераторов конца X — начала XV веков; они систематизированы по жанрам, внутри последних — хронологически. Включает около 2 тыс. стихов разных жанров китайской поэтики и свыше 1400 произведений традиционной корейской классической прозы («Косэн саппу») Маэма Кёсаку (тж. Косаку; яп. 前間恭作, まえまきょうさく) — не только собственно литературные, но и полемические, философские, эпистолярные и связанные с различными обрядовыми действами.
Позднее к «Тонмунсону» была добавлена ещё 21 книга, что расширило её хронологические рамки до конца XVII века. Антология переиздана в 3 томах в Сеуле в 1966 году.